# Институт за оријенталну и европску археологију
Институт за оријенталну и европску археологију (њем. Institut für Orientalische und Europäische Archäologie), скраћено OREA, истраживачки је институт Аустријске академије наука (ÖAW) у Бечу. Заједно са Институтом за древну историју културе (њем. Institut für Kulturgeschichte der Antike, IKAnt) и Аустријским археолошким институтом (њем. Österreichischen Archäologischen Institut, CLAC), OREA при Аустријској академији наука проучава археологију.

## Задаци и циљеви
Институт је једна од водећих аустријских истраживачких институција за основна археолошка истраживања и покрива есенцијално културно подручје преисторијских и ранијих историјских збивања од Оријента до Европе.
Простори Оријента и Оксидента, који се често посматрају и истражују одвојено један од другог, не схватају се као контрапункти у различитим свјетовима, већ као културни оквир за одлучујући културни развој у људској историји. Основна истраживања фокусирана су на временски хоризонт од квартара прије око 2,6 милиона година до трансформације друштава у историјске епохе у 1. миленијуму п. н. е.
Методи истраживања укључују археолошка теренска истраживања (ископине и прегледе) и студије материјала са различитим археометријским анализама. Такође постоје интердисциплинарне сарадње у бројним дисциплинама, као што су археозоологија и ботаника, антракологија, антропологија, палеогенетика, климатологија, геоархеолошко пејзажно моделовање. Основна евалуација и интерпретација раних култура чини језгро свих истраживања у која су укључени сви извори. То такође укључује студије хронологије, умјетности, култура раног писања и социо-културног спектра као што су религија, идеологије и идентитети.

## Историја
Институт је основан 2013. године спајањем три одавно основане комисије: Преисторијске комисије, Комисије за Египат и Левант и Микенске комисије. Истраживање прошлости била је једна од главних брига када је основана Академија наука 1847. године. Сходно томе, „Комисија за промоцију преисторијских истраживања и ископавања у Аустрији” (касније Преисторијска комисија), основана математичким и природословним одјељењем 1878. године, била је једна од најстаријих истраживачких јединица на Академији. „Египтолошка комисија” формирана 1907. (касније Комисија за Египат и Левант), као и „Комисија за микенска истраживања” (касније Микенска комисија), која је основана тек 1971, млађи су огранци.

## Истраживачки приоритети
Истраживачи покрива низ предмета из египтологије, археологије Судана, археологије Балкана (нпр. БиХ), праисторијске археологије, археологије Блиског истока и грчке археологије и филологије. Фокусирана истраживања на разним жаришним подручјима концентрисана су у истраживачким групама које се могу дизајнирати на националној и дијахроничкој основи. Истраживачке групе се континуирано развијају и покрећу у циљу постављања или примјене нових импулса у истраживачком пејзажу.

## Догађаји
Поред серија предавања које организује, OREA организује и састанке и радионице о актуелним истраживачким питањима у земљи и иностранству као једини или саорганизатор у неправилним интервалима. Разговори у УК, који се одржавају два пута годишње, представљају форум за дискусију о истраживању пољске културе касног бронзаног доба (13—8. века п. н. е.) у Европи.

## Публикације

### Часописи
- Archaeologia Austriaca.[6] Zeitschrift zur Archäologie Europas / Journal on the Archaeology of Europe. ISSN 0003-8008
- Egypt and the Levant.[7] Internationale Zeitschrift für ägyptische Archäologie und deren Nachbargebiete / International Journal for Egyptian Archaeology and Related Disciplines. ISSN 1015-5104

### Серијали (Reihen)
- Обавјештења Преисторијске комисије (њем. Mitteilungen der Prähistorischen Kommission, MPK)
- Оријентална и европска археологија (енгл. Oriental and European Archaeology, OREA)
- Микенске студије (њем. Mykenische Studien, MykSt)
- Доприноси археологији Египта, Нубије и Леванта (енгл. Contributions to the Archaeology of Egypt, Nubia and the Levant, CAENL)
- Прилози хронологији источног Медитерана у другом миленијуму п. н. е. (енгл. Contributions to the Chronology of the Eastern Mediterranean in the Second Millennium BC, CChEM)
- Истраживања каирског огранка Аустријског археолошког института (њем. Untersuchungen der Zweigstelle Kairo des Österreichischen Archäologischen Instituts, UZK)[8]